# Ciência Viva

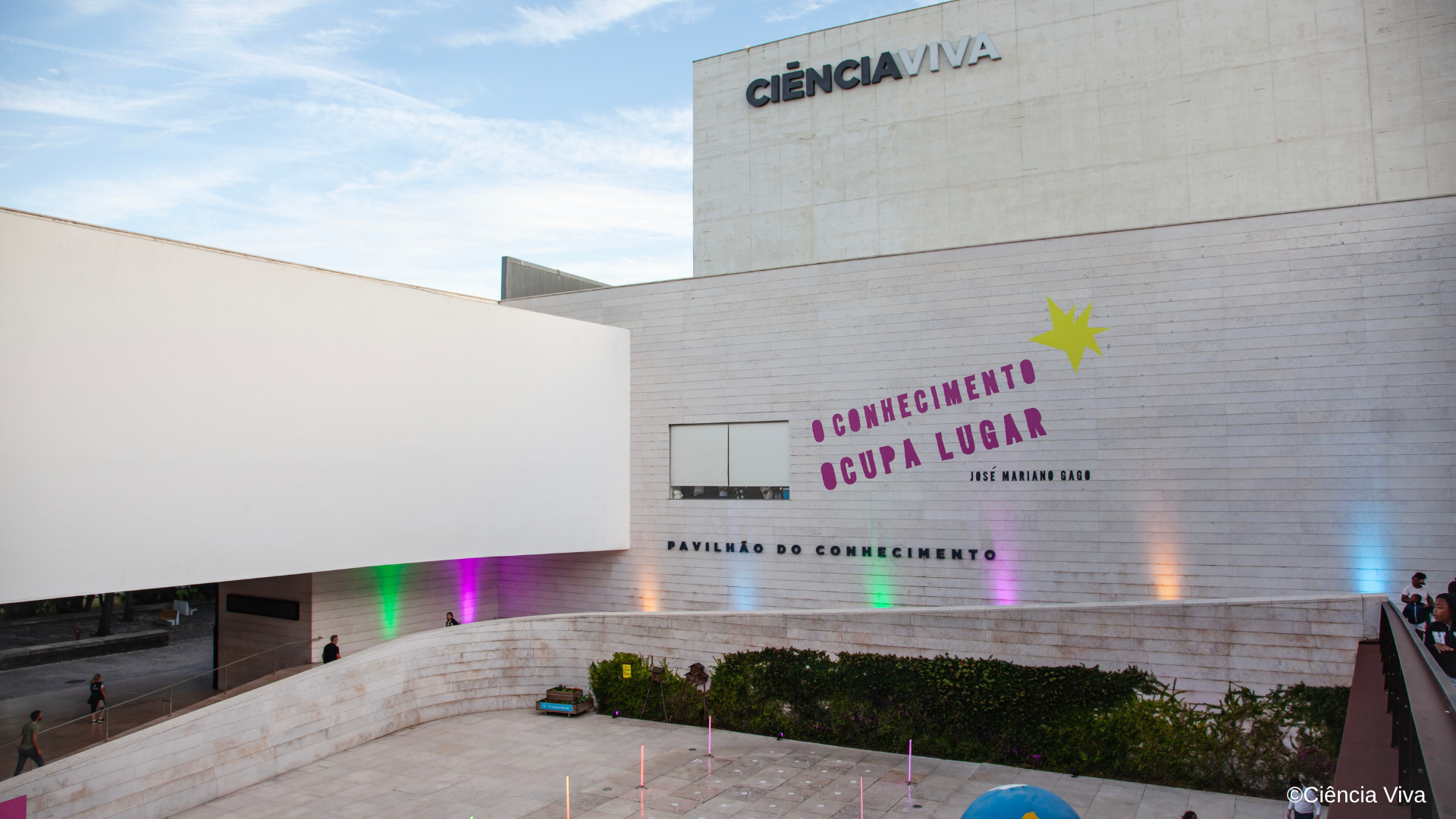
Pavilhão do Conhecimento, sede da Ciência Viva, no Largo José Mariano Gago, no Parque das Nações, em Lisboa.

A Ciência Viva - Agência Nacional para a Cultura Científica e Tecnológica procura aproximar a sociedade portuguesa da ciência e dos cientistas, através de iniciativas de promoção do ensino experimental das ciências nas escolas, de campanhas nacionais de divulgação científica e de uma Rede Nacional de Centros Ciência Viva, museus interativos de ciência e tecnologia.

## Criação
O programa Ciência Viva foi criado como uma unidade do Ministério da Ciência e da Tecnologia português, por despacho de 1 de julho de 1996, do então Ministro da Ciência e Tecnologia, José Mariano Gago.
Em 17 de julho de 1998 foi constituída a Associação Ciência Viva – Agência Nacional para a Cultura Científica e Tecnológica (ANCCT).
As instituições associadas da Ciência Viva - ANCCT são: 
- Agência Nacional de Inovação, S. A. (ANI);
- Fundação para a Ciência e a Tecnologia (FCT);
- Centro de Neurociências e Biologia Celular da Universidade de Coimbra (CNC);
- Centro de Estudos Sociais (CES);
- Instituto de Telecomunicações (IT);
- Instituto de Ciências Sociais da Universidade de Lisboa (ICS);
- i3S - Instituto de Investigação e Inovação em Saúde;
- Instituto de Patologia e Imunologia Molecular da Universidade do Porto (IPATIMUP);
- Instituto de Tecnologia Química e Biológica António Xavier (ITQB);
- Laboratório de Instrumentação e Física Experimental de Partículas (LIP);
- Instituto de Engenharia de Sistemas e Computadores, Tecnologia e Ciência (INESC TEC).

## Objetivos
O objetivo principal da Ciência Viva é a promoção da cultura científica e tecnológica junto de toda a população portuguesa, utilizando três vetores fundamentais: a promoção do ensino experimental das ciências no ensino básico e secundário, a organização de campanhas de divulgação científica dirigidas à população e a dinamização de uma Rede Nacional de Centros Ciência Viva, que integra 21 museus interativos de ciência.

## Atividades
A Ciência Viva realiza e organiza diversas atividades junto do público, tais como experiências laboratoriais interativas, observações astronómicas, saídas de campo, debates e exposições temáticas. Muitos desses projetos têm um carácter internacional, contando com a colaboração de organizações como a Agência Espacial Europeia, o Observatório Europeu do Sul ou a Organização Europeia para a Pesquisa Nuclear, e estimulando o contacto entre instituições educativas (escolas e universidades) de diversos locais do mundo, como o Reino Unido ou Macau.
A Agência Nacional para a Cultura Científica e Tecnológica promove também, através do programa Ciência Viva no Laboratório, estágios em universidades e centros de investigação científica, destinados a estudantes do 9.º ano do ensino básico ao 12.º ano do ensino secundário e ensino profissional. Os estágios decorrem entre junho e setembro. 

## Rede Nacional de Centros Ciência Viva

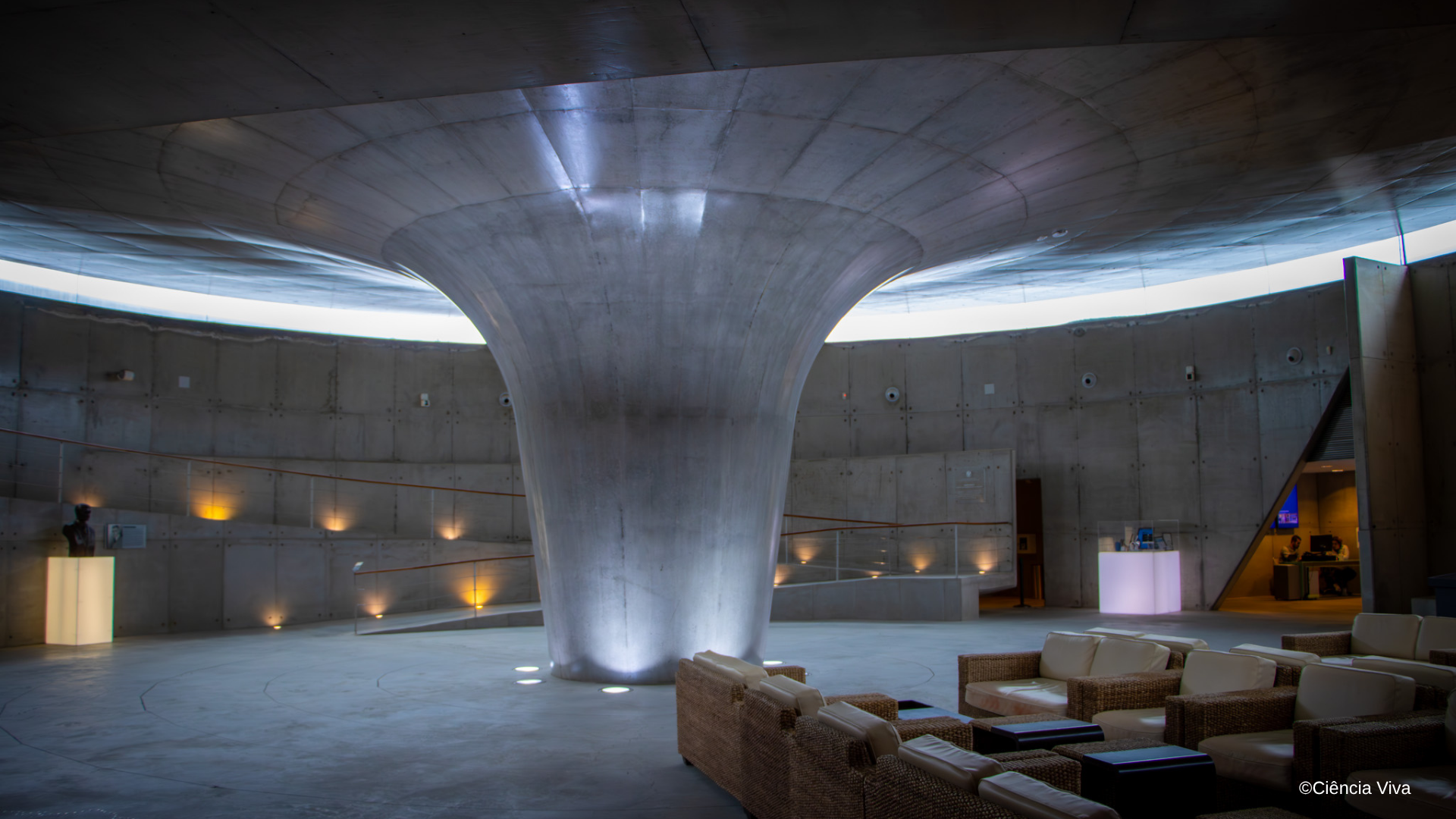
Centro de Interpretação do Vulcão dos Capelinhos - Centro Ciência Viva, o mais recente e integrar a Rede.

Em 2025, existiam 21 Centros Ciência Viva:
- Centro Ciência Viva dos Arcos - Oficinas de Criatividade Himalaya
- Centro Ciência Viva do Algarve
- Centro Ciência Viva do Alviela - Carsoscópio
- Centro Ciência Viva de Bragança
- Centro Ciência Viva de Constância - Parque de Astronomia
- Centro Ciência Viva de Estremoz
- Centro Ciência Viva da Floresta - Proença-a-Nova
- Centro Ciência Viva de Lagos
- Centro Ciência Viva do Lousal - Mina de Ciência
- Centro Ciência Viva de Tavira
- Centro Ciência Viva de Vila do Conde
- Expolab - Centro Ciência Viva dos Açores
- Fábrica – Centro Ciência Viva de Aveiro
- Galeria da Biodiversidade - Centro de Ciência Viva
- Museu do Côa - Centro Ciência Viva
- Pavilhão do Conhecimento - Centro Ciência Viva
- Planetário - Casa da Ciência de Braga - Centro Ciência Viva
- Planetário do Porto - Centro Ciência Viva
- Plataforma de Ciência Aberta - Centro Ciência Viva
- UC Exploratório - Centro Ciência Viva de Coimbra
- Centro de Interpretação do Vulcão dos Capelinhos - Centro Ciência Viva

## Rede de Escolas Ciência Viva

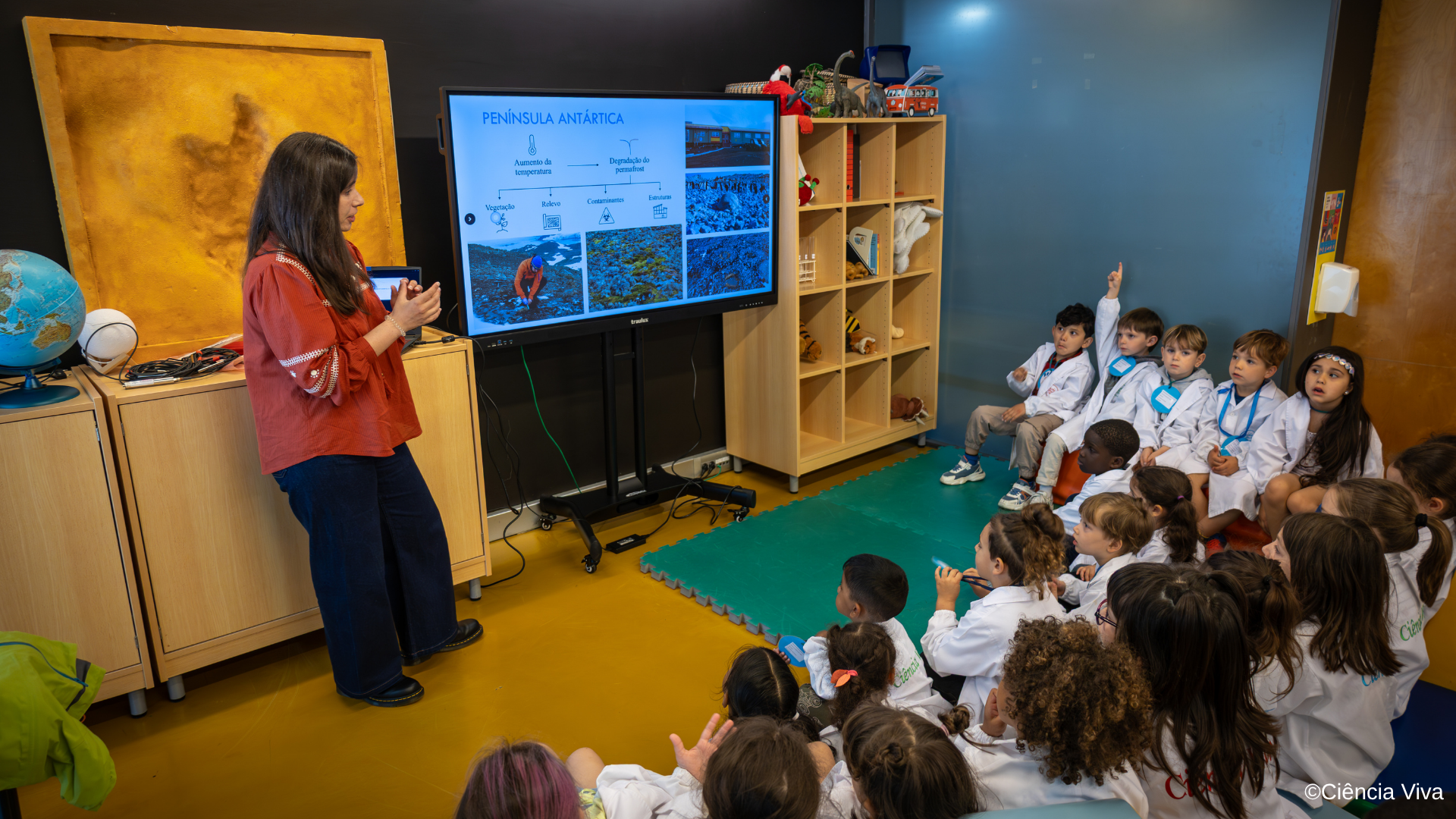
Encontro com Cientista, na Escola Ciência Viva do Pavilhão do Conhecimento - Centro Ciência Viva.

A Escola Ciência Viva é um projeto educativo em parceria com autarquias e Agrupamentos de Escola de norte a sul do país, não esquecendo as ilhas. É uma escola onde as crianças da educação pré-escolar e/ou do 1.º ciclo do ensino básico passam uma semana de aulas num Centro Ciência Viva, acompanhadas pelos seus educadores e professores. Neste espaço os recursos da museologia científica moderna são aplicados às orientações curriculares da educação pré-escolas e ao currículo do 1.º ciclo do ensino básico, com um programa educativo que combina o trabalho prático e experimental da educação em ciências com o ambiente educativo característico de um centro de ciência. 
Atualmente, existem 20 Escolas Ciência Viva em todo o país:
- Escola CV do Centro Ciência Viva de Bragança
- Escola CV Oficinas de Criatividade Himalaya - Centro Ciência Viva dos Arcos
- Escola CV do Planetário - Casa da Ciência - Centro Ciência Viva de Braga
- Escola CV do Centro Ciência Viva de Vila do Conde
- Escola CV do Planetário do Porto - Centro Ciência Viva
- Escola CV da Galeria da Biodiversidade - Centro Ciência Viva
- Escola CV do Museu do Côa - Centro Ciência Viva
- Escola CV da Plataforma de Ciência Aberta
- Escola CV da Fábrica - Centro Ciência Viva de Aveiro
- Escola CV do Exploratório - Centro Ciência Viva de Coimbra
- Escola CV do Centro Ciência Viva da Floresta - Proença-a-Nova
- Escola CV do Centro Ciência Viva de Constância - Parque de Astronomia
- Escola CV do Centro Ciência Viva do Alviela - Carsoscópio
- Escola CV do Centro Ciência Viva de Estremoz
- Escola CV do Pavilhão do Conhecimento - Centro Ciência Viva
- Escola CV da Mina de Ciência - Centro Ciência Viva do Lousal
- Escola CV do Centro Ciência Viva de Lagos
- Escola CV do Centro Ciência Viva do Algarve - Faro
- Escola CV do Centro Ciência Viva de Tavira
- Escola CV do Expolab - Centro Ciência Viva

## Rede de Quintas Ciência Viva

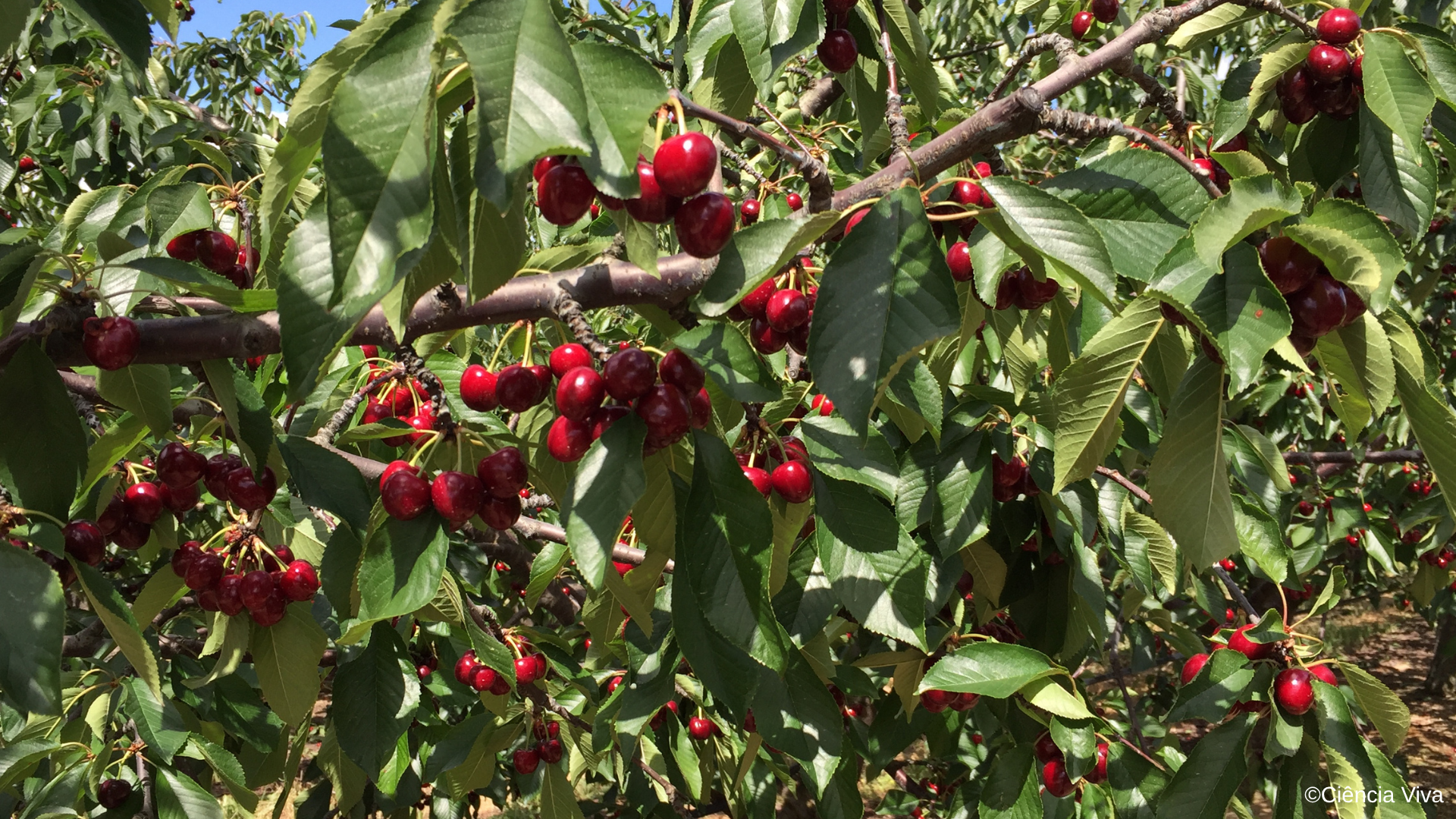
A Quinta Ciência Viva das Cerejas e das Ideias será oficialmente lançada em setembro de 2025.

Esta nova e inovadora Rede - que integra, atualmente, 24 Quintas Ciência Viva em desenvolvimento - está a ser construída com base em parcerias institucionais entre a Ciência Viva, a administração local/central, instituições académicas e científicas e parceiros empresariais. Desde a cereja, passando pela Pera Rocha até às plantas aromáticas, as Quintas Ciência Viva valorizam os recursos locais, promovem a literacia agroalimentar e estimulam o empreendedorismo de base rural. 
Eis as 24 Quintas Ciência Viva em desenvolvimento: 
- Quinta Ciência Viva das Plantas e dos Aromas
- Quinta Ciência Viva da Montanha
- Quinta Ciência Viva das Maçãs
- Quinta Ciência Viva das Sementes
- Quinta Ciência Viva das Camélias
- Quinta Ciência Viva da Azeitona e do Azeite
- Quinta Ciência Viva do Vinho
- Quinta Ciência Viva dos Projetos e dos Socalcos
- Quinta Ciência Viva da Transumância
- Quinta Ciência Viva do Papel da Floresta
- Quinta Ciência Viva da Serra
- Quinta Ciência Viva do Sal
- Quinta Ciência Viva das Cerejas e das Ideias
- Quinta Ciência Viva dos Insetos
- Quinta Ciência Viva da Pera Rocha
- Quinta Ciência Viva da Cortiça
- Quinta Ciência Viva dos Solos
- Quinta Ciência Viva do Olival
- Quinta Ciência Viva dos Legumes do Mar
- Quinta Ciência Viva da Vinha e do Vinho
- Quinta Ciência Viva do Sol
- Quinta Ciência Viva da Dieta Atlântica
- Quinta Ciência Viva da Dieta Mediterrânica
- ArCa - Quinta Ciência Viva

## Rede de Clubes Ciência Viva na Escola

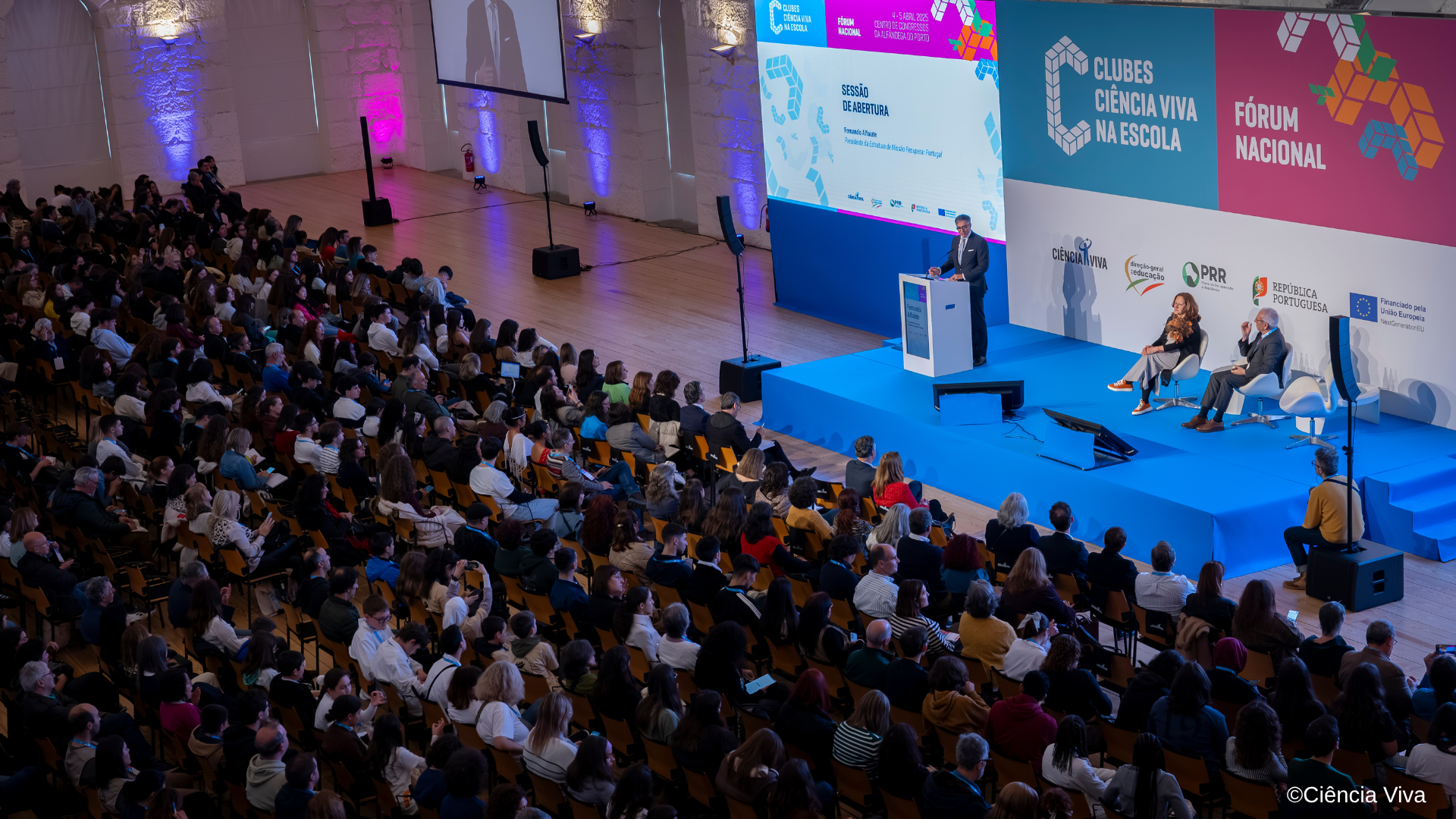
O Fórum Nacional de Clubes Ciência Viva na Escola aconteceu de 4 a 5 de abril, no Centro de Congressos da Alfândega do Porto.

Os Clubes Ciência Viva funcionam nas escolas como espaços abertos de contacto com a ciência e a tecnologia, para a educação e para o acesso generalizado de estudantes a práticas científicas, promovendo o ensino experimental das ciências. Resultam de parcerias sólidas com universidades, centros de investigação, museus e centros de ciência, empresas, associações e ONGs, que fomentam a interdisciplinaridade e a abertura das escolas à comunidade.
Existem, atualmente, 897 Clubes Ciência Viva na Escola.

## Louvores
Programas científicos inovadores, igualdade salarial, políticas de inclusão e sustentabilidade... várias têm sido, ao longo dos anos, as práticas da Ciência Viva, sediada no Pavilhão do Conhecimento, merecedoras de reconhecimento.
| 2025 | Certificado Coração Verde da LIPOR (Fórum Nacional de Clubes Ciência Viva na Escola) |
| 2024 | Prémio Parceiro Inovador - Lisboa, Cidade de Aprendizagem                            |
| 2023 | Menção Honrosa Mariano Gago Awards                                                   |
| 2023 | Selo da Igualdade Salarial                                                           |
| 2019 | Roy L. Shafer Leading Edge Award for Business Practice                               |
| 2018 | Menção Honrosa IAPMEI "Promoção do espírito de empreendedorismo"                     |
| 2017 | Recomendação da National Geographic Portugal                                         |
| 2016 | Louvor do Ministro da Ciência                                                        |
| 2010 | Prémio Rock in Rio Atitude Sustentável                                               |